# Citizen Cup 1992 - Doppio
Il doppio del torneo di tennis Citizen Cup 1992, facente parte del WTA Tour 1992, ha avuto come vincitrici Steffi Graf e Rennae Stubbs che hanno battuto in finale Manon Bollegraf e Arantxa Sánchez con il punteggio di 4–6, 6–3, 6–4

## Teste di serie
1. Jana Novotná /  Larisa Neiland (quarti di finale)
2. Manon Bollegraf /  Arantxa Sánchez (finale)

1. Leila Meskhi /  Mercedes Paz (semifinali)
2. Jo Durie /  Nicole Bradtke (primo turno)

## Tabellone

### Legenda
| - Q = Qualificato - WC = Wild card - LL = Lucky loser | - ALT = Alternate - SE = Special Exempt - PR = Protected Ranking | - w/o = Walkover - r = Ritirato - d = Squalificato |